# Újszász
Újszász – miasto na Węgrzech, w komitacie Jász-Nagykun-Szolnok, w powiecie Szolnok.